# Axelrodia stigmatias

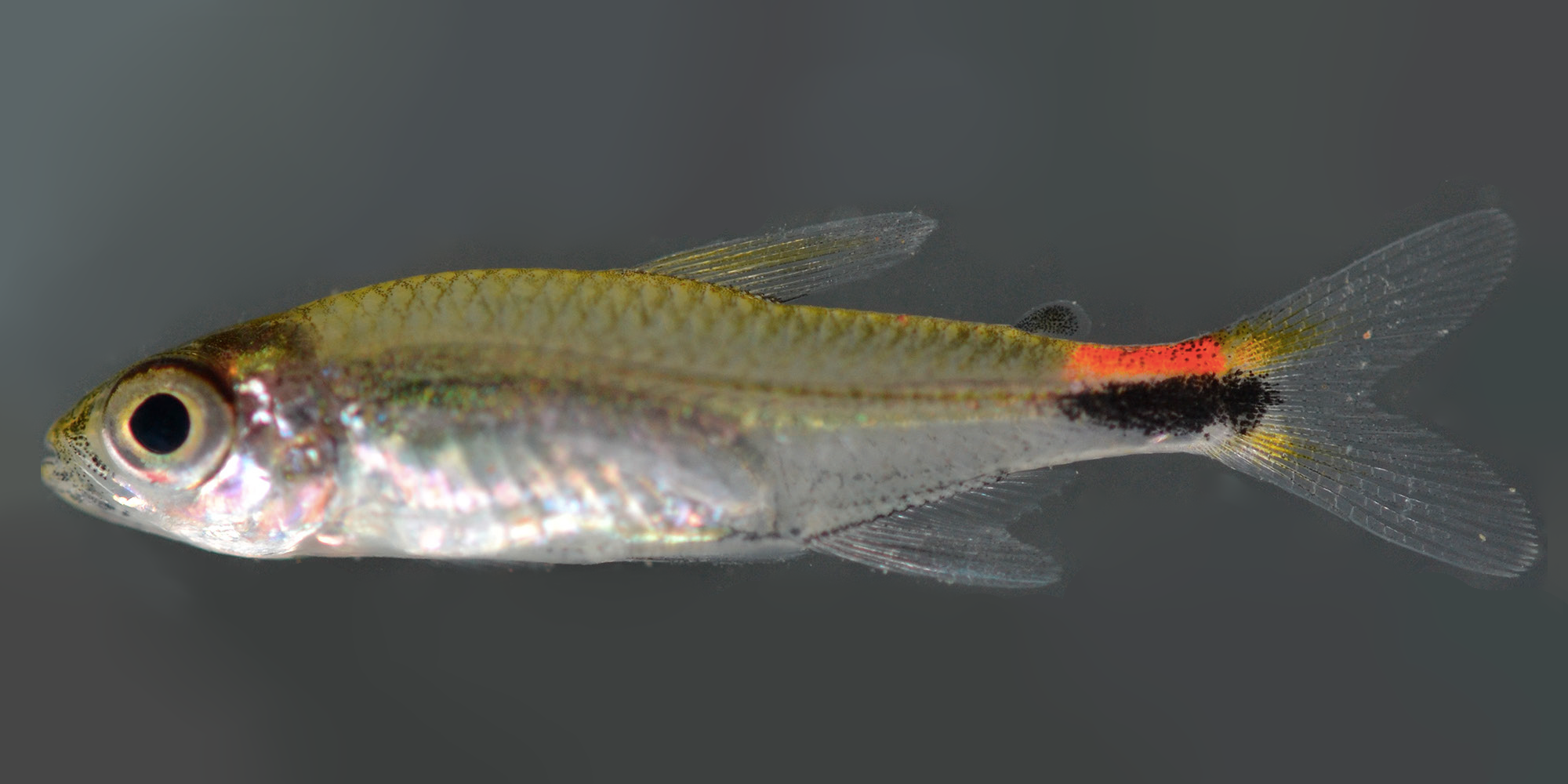
Imatge d'un especimen dAxelrodia stigmatias.

Axelrodia stigmatias és una espècie de peix de la família dels caràcids i de l'ordre dels caraciformes.

## Morfologia
- Els mascles poden assolir 2,1 cm de llargària total.[5]

## Hàbitat
Viu en zones de clima tropical entre 22 °C - 26 °C de temperatura.

## Distribució geogràfica
Es troba a Sud-amèrica: conques dels rius Amazones al Brasil i el Perú, i del riu Madeira al Brasil.